# Selina Kuster
Selina Kuster (Uznach, 8 agosto 1991) è un'ex calciatrice svizzera, di ruolo difensore.
In carriera si è laureata per tre volte Campione di Svizzera, vincendo anche due Coppe Svizzere, sempre con il Zurigo, e ha inoltre vestito la maglia della nazionale svizzera dal 2009 al 2017, con la quale ha partecipato al Mondiale di Canada 2015 e ha ottenuto, primo trofeo conquistato dalla Svizzera in un torneo di calcio femminile, la vittoria nell'edizione della Cyprus Cup 2017.

## Carriera

### Club
Dopo aver iniziato l'attività nelle giovanili dell'Eschenbach (2001-2005) ed aver proseguito, sempre a livello giovanile, con il San Gallo (2005-2008) e infine con il GC/Schwerzenbach nella stagione 2008-2009, durante il calciomercato estivo 2009 Selina Kuster si trasferisce al Grasshopper, dove debutta in Lega Nazionale A, il livello di vertice del campionato svizzero. Al suo primo campionato di LNA la sua squadra si rivela una delle più competitive della stagione, terminando al secondo posto dietro al Zurigo. Kuster e compagne si ritrovano nelle posizioni di vertice anche per il campionato successivo, terminato al terzo posto, mentre nei tre successivi le prestazioni della squadra si ridimensionano notevolmente, con un doppio ottavo posto, dove in quello 2011-2012 si salva per un solo punto dalla retrocessione, e il nono al termine del 2013-2014, che vale al Grasshoppers la retrocessione in Lega Nazionale B.
Nell'estate 2014 si trasferisce alle rivali cittadine del Zurigo, squadra con la quale ottiene i maggiori successi in carriera. Già alla prima stagione con il Zurigo ottiene il double Campionato-Coppa Svizzera, ripetendosi la stagione successiva, mentre in quella 2016-2017 deve lasciare i due titoli all'emergente Neunkirch.
A maggio 2017 Kuster è vittima di un grave infortunio, la rottura del legamento crociato che la costringe a sottoporsi ad un intervento. Virtualmente in organico ancora per la stagione 2017-2018, ad una successiva visita di controllo effettuata nel dicembre 2017 le viene diagnosticato un danno alla cartilagine con aderenze che costringendo a prolungare i tempi di recupero convincono Kuster ad abbandonare il calcio giocato all'età di soli 26 anni.

## Palmarès

### Club
- Campionato svizzero: 3

Zurigo: 2014-2015, 2015-2016, 2017-2018
- Coppa Svizzera: 2

Zurigo: 2014-2015, 2015-2016

### Nazionale
- Cyprus Cup: 1

2017